# Železniční trať Banja Luka – Novi Grad
Železniční trať Banja Luka – Novi Grad (srbsky Железничка пруга Бања Лука–Нови Град/Železnička pruga Banja Luka–Novi Grad) se nachází v severní části Bosny a Hercegoviny. Vede na území Republiky srbské. Trať je celkem dlouhá 110 km. Trať je využívána především v nákladní železniční dopravě, a to pro přepravu železné rudy z dolu u města Ljubija. Jednokolejná trať je od Prijedoru do Noveho Gradu vedena v údolí řeky Sana. 

## Historie
Trať byla budována v 70. letech 19. století v posledních letech turecké správy nad Bosnou a Hercegovinou. Do užívání byla předána dne 23. prosince 1872. Na počátku následujícího roku byl zahájen provoz i pro cestující. Původně byla vybudována až do města Dobrljin na hranici s Chorvatskem. Díky ní získala Bosenská krajina po napojení na Rakousko-uherskou síť železniční spojení s hlavními městy mocnářství a umožněn byl také rozvoj průmyslu.
Po nástupu Rakousko-uherské správy v Bosně a Hercegovině byla trať prodloužena o další tři kilometry do centra města Banja Luka. Po zemětřesení v roce 1969 byl opuštěn a nádraží bylo přemístěno. 
V roce 2015 byla zahájena rekonstrukce zastaralé[zdroj?] železniční tratě za pomoci čínského investora.

## Stanice

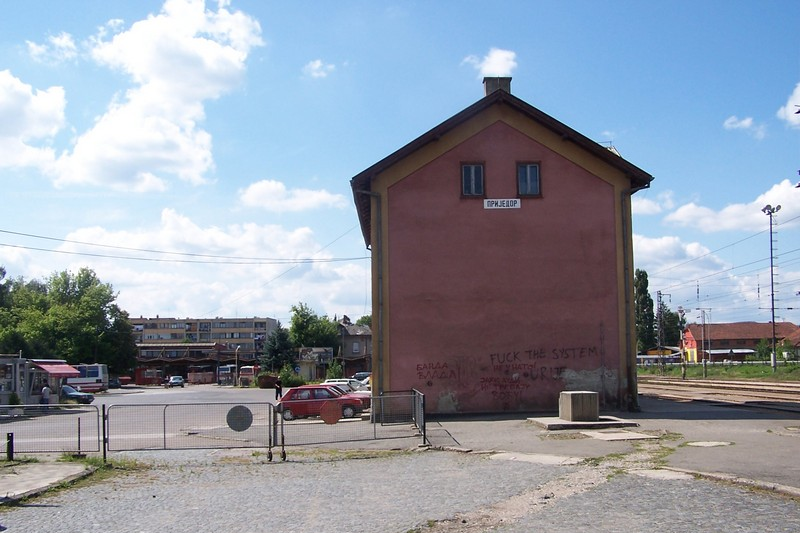
Budova nádraží v Prijedoru

- Banja Luka
- Zalužani
- Ramići
- Prijakovci
- Mišin Han
- Ivanjska
- Miloševići
- Piskavica
- Niševići
- Omarska
- Donja Lamovita
- Petrov Gaj
- Kozarac
- Donji Gajevci
- Prijedor
- Brezičani
- Donja Dragotina
- Svodna
- Donja Svodna
- Petkovac
- Blagaj
- Novi Grad